# Casbia ochthadia
Casbia ochthadia är en fjärilsart som beskrevs av Edward Meyrick 1892. Casbia ochthadia ingår i släktet Casbia och familjen mätare. Inga underarter finns listade i Catalogue of Life.